# Вулиця Івана Мазепи (Житомир)
Вулиця Івана Мазепи — вулиця Житомира, названа на честь Гетьмана Війська Запорозького Івана Мазепи.

## Розташування
Вулиця пролягає на Путятинці, привокзальній та північній частинах міста, зокрема, на Гейнчівці. Від вулиці Юрія Вороного до вулиці Михайла Грушевського пролягає у Старому місті.

## Історія

### Історія назви
Історична назва — Міщанська — вживалася з другої половини ХІХ століття. У 1928 році перейменована на вулицю Мануїльського.
Відповідно до розпорядження Житомирського міського голови від 19 лютого 2016 року № 112 «Про перейменування топонімічних об'єктів та демонтаж пам'ятних знаків у м. Житомирі», перейменована на вулицю Івана Мазепи.

### Історія формування вулиці
Вулиця формувалася відповідно до генеральних планів міста середини ХІХ століття, згідно з якими вулиця передбачалася крізь переважно вільні від забудови земельні угіддя, зокрема хутори Кашперовського, Першу Хінчанку.
Станом на середину ХІХ століття в районі Першої Хінчанки проєктна вісь вулиці перетинала маєток Гейнчів (між нинішніми вулицями Монтана та Олени Пчілки, тоді також проєктними). Тоді ж проєктну вісь вулиці перетинали численні польові шляхи з тодішніх околиць міста у східному напрямку, серед яких: дорога до Левкова (нині вулиця Корольова), польова дорога у напрямку Другої Хінчанки (нині провулок Льотчика Крутеня), дорога до хутора Кашперовського (нині провулок Панаса Саксаганського), Старогончарна вулиця (нині провулок Косачів).
До початку ХХ століття вулиця майже сформувалася згідно з генеральними планами. Несформованим залишався фрагмент між нинішніми вулицею Михайла Грушевського (тоді проєктною) та провулком Косачів, на теренах Першої Хінчанки.
У 1941 році вулиця складалася з двох частин: перша сформувалася між нинішніми вулицями Юрія Вороного та Михайла Грушевського, друга — від вулиці Академіка Дашкевича на південь, де завершувалася тупиком біля садиб, що спрямовані головними фасадами до сучасної вулиці Михайла Грушевського. Незначна кількість садиб вздовж цієї ділянки вулиці зосереджувалися між вулицею Академіка Дашкевича та провулком Косачів.
У 1958 році вулиця прорізана між вулицями Північною (нині Академіка Дашкевича) й Транзитною (нині проспект Незалежності). До 1968 року сформувалася сучасна конфігурація вулиці.

#### Забудова

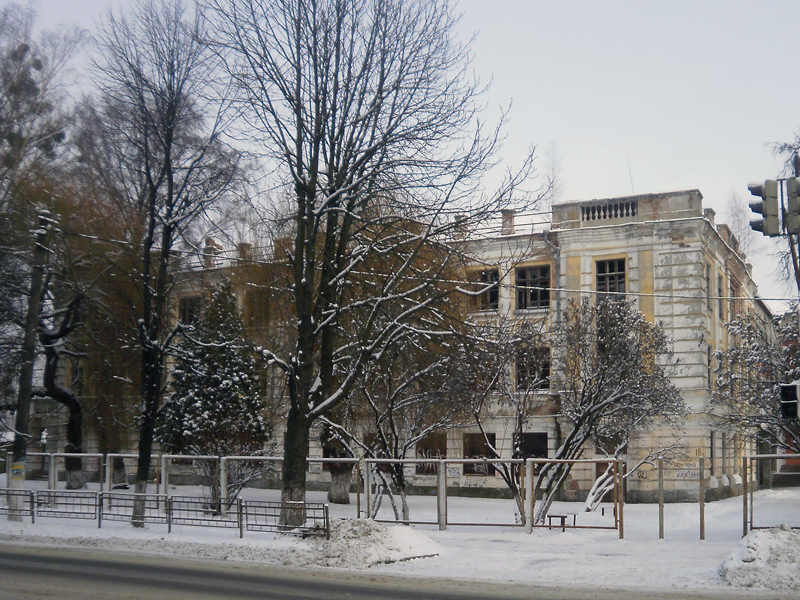
Стара будівля школи № 34, типовий проєкт, 1936 р.

Первинна забудова вулиці на відрізку від початку вулиці до перехрестя з вулицею Михайла Грушевського, як і окремі садиби між вулицями Олени Пчілки та Домбровського переважно сформувалася до Другої світової війни. У 1950 — 1960-х рр. здійснювалася садибна житлова забудова на теренах колишнього хутора Перша Хінчанка між вулицями Михайла Грушевського та Олени Пчілки, ущільнювалася забудова в межах сформованих на рубежі ХІХ —ХХ ст. кварталів. У 1960-х рр. збудовано ряд п'ятиповерхових багатоквартирних житлових будинків в районі перехрестя з вулицею Київською. У 1970 — 1980-х рр. сформувалася переважна кількість нинішньої багатоповерхової забудови вздовж вулиці. В середині 1990-х років в районі Путятинки збудовано найвищий у місті 16-поверховий монолітний житловий будинок (58 м).